# Aeroportul Beech Factory
Aeroportul Beech Factory (IATA: BEC, ICAO: KBEC, FAA LID: BEC) este un aeroport din Kansas, Statele Unite ale Americii ce deservește zona Wichita.
Situat la o altitudine de 429 m, aeroportul dispune de 1 pistă.

## Infrastructură

### Piste
Aeroportul dispune de o singură pistă. Pista 01/19 are suprafața de beton și dimensiunile 8.001 picioare × 100 picioare. 